# 东塘站
东塘站位于中华人民共和国湖南省长沙市天心区劳动中路与韶山中路交叉口地下，是长沙地铁3号线的地铁车站，东西向布置，并且将于未来与长沙地铁7号线换乘。

## 车站

### 车站结构
| 地面      |                                     | 地铁出入口                        |  |
| 地下 一层 | 站厅层                              | 站厅、售票机、客服中心            |  |
| 地下 二层 |                                     | 3号线列车往山塘（下一站：侯家塘） |  |
| 地下 二层 | 岛式月台，左边车门将会开启          |                                   |  |
| 地下 二层 | 3号线列车往广生（下一站：桂花公园） |                                   |  |

## 未来发展
| 地面      |                                        | 地铁出入口                          |  |
| 地下 一层 | 站厅层                                 | 站厅、售票机、客服中心              |  |
| 地下 二层 |                                        | 3号线列车开往山塘（下一站：候家塘） |  |
| 地下 二层 | 岛式月台，左邊车门将會开启             |                                     |  |
| 地下 二层 | 3号线列车开往广生 （下一站：桂花公园） |                                     |  |
| 地下 三层 |                                        | 7号线列车开往云塘（下一站：砂子塘） |  |
| 地下 三层 | 岛式月台，左邊车门将會开启             |                                     |  |
| 地下 三层 | 7号线列车开往五里牌 （下一站：城南路） |                                     |  |